# Davenkou kultura
Davenkou kultura je naziv koji su dali arheolozi grupi neolitskih zajednica koje su pre svega živele u Šandongu, ali su se takođe pojavljivale i u provincijama Anhui, Henan i Đijangsu. Kultura je postojala od 4100 do 2600 godina p.n.e. koegzistirajući sa Jangšao kulturom. Proizvodi od tirkiza, žada i slonovače su često pronalaženi na nalazištima Davenkoua. Neolitski znakovi, koji su možda u vezi sa zapisima koji će tek nastati, poput onih iz dinastije Šang, pronađeni su na grnčariji Davenkoua.

Arheolozi obično dele ovu kulturu na tri faze: rana faza(4100-3500 g.p.n.e.), srednja faza(3500-3000 g.p.n.e.) i pozna faza(3000-2600 g.p.n.e.). Na osnovu dokaza iz zagrobnih predmeta, rana faza je bila strogo egalitarna. Za ovu fazu je karakteristično prisustvo individualno dizajniranih, visokih čaša (鬹 guī). 

### Davenkou grobovi
Grobovi građeni sa zemljanim obodima postali su sve češći pred kraj rane faze. Tokom srednje faze, zagrobni predmeti su počeli da se ističu kvantitetom umesto diverzitetom. Tokom pozne faze, drveni kovčezi počinju da se pojavljuju u sahranjivanjima Davenkou kulture. Otkriveno je preko 100 grobnica različitog izgleda. Zajedničko je da su sve pravougaonog oblika, glava pokojnika je okrenuta ka istoku, a većina tela u rukama je držala zube jelena. 
Za razliku od raskošnih i razmetljivih grobnica više klase, većina grobova je taman toliko velika koliko je potrebno da se leš sahrani, i praktično uopšte nemaju nikakve posmrtne darove. Ovo ukazuje na to da se od Davenkou perioda ekonomsko stanje nižih slojeva društva znatno pogoršalo. Polazeći od bogatstva nađenog u grobnicama, pozno Davenkou društvo može se podeliti na tri ili četiri klase. Najveće grobnice imala su posebno mesto na grobljima, i u njima su bili bogati sarkofazi, pogrebni nameštaj i posmrtni delovi. U nekim grobnicama takođe su nađene svinjske vilice, čiji broj ukazuje na društveni status pokojnika.
Tipsko arheološko nalazište u Davenkouu, Tai’an, provincija Šandong, je iskopavano 1959,1974 i 1978. Samo srednji sloj u Davenkouu je povezan sa Davenkou kulturom, najraniji sloj odgovara Beisin kulturi, a poslednji sloj odgovara ranoj Šandong varijanti Lungšan kulture. 

### Politička organizacija
Izraz ,,rukovodstvo’’ je prikladan u opisu političke organizacije kulture Davenkou. Dominantna grupa je najverovatnije moć manifestovala kroz religijsku vlast, a ne prisilu.
Za razliku iz Beisin kulture iz koje su proistekli, ljudi iz Davenkou kulture su primećeni zbog toga što su se bavili nasilnim sukobima. Naučnici sumnjaju das u možda učestvovali u pretresima za zemljište, useve, stočnu hranu i prestižnu robu.

### Poljoprivreda i ishrana
Topla i vlažna klima Davenkou oblasti je bila pogodna za raznovrsne useve, iako su oni pretežno gajili proso na većini nalazišta. Njihova proizvodnja prosa bila je prilično uspešna, sudeći po pronađeinm kontejnerima za skladištenje koji su mogli da prime do 2000 kg prosa. Međutim, nekim Davenkou nalazištima na jugu pirinač je bio bitniji usev, posebno u poznom periodu. Po analizama ljudskih ostataka Davenkou nalazišta u južnim delovima Šandong provincije otkriveno je da se ishrana pripadnika više klase sastojala uglavnom od pirinča, dok su obični ljudi jeli najviše proso. 
Ljudi Davenkou kulture su uspešno pripitomili kokoške, pse, svinje i stoku, ali nema dokaza o pripitomljavanju konja. Najbrojniji su svinjski ostaci, čineći oko 85% ukupnog broja, stoga se svinja smatra najvažnijom domaćom životinjom. Svinjski ostaci, uglavnom glava ili vilica, su takođe pronađeni u grobovima, što ističe njihov značaj. Morski plodovi su takođe bitan deo osnovne ishrane. Riba i razne vrste školjki su pronađeni tokom ranih perioda, što ukazuje da su bile značajan izvor hrane. 

### Trepanacija
Stanovnici Davekoua su najranije počeli da praktikuju trepanaciju u praistorijskoj Kini. Lobanja čoveka Davenkou perioda iz 3000.g.p.n.e. pronadjena je sa ozbiljnim povredama glave koje su, izgleda, izlečene ovom primitivnom hirurgijom.

### Keramika
Prema Umetničkom muzeju Univerziteta Prinston: ,,Proizvedena keramika uključivala je zemljane posude u belim, crnim, crvenim, sivim, smeđim i žutim bojama, čije su vrste i oblici znatno izmenjeni tokom perioda Davenkou. Keramika uglavnom ima glatku završnu obradu, a često je sjajna. Ukrašena je bojom, rezbarijama ili utiskivanjem pečata. Osim toga, izbor gline za određene grnčarske posude je prilagođavan njegovoj nameni. Pažljivo birana fina glina bila je rezervisana za delikatne ritualne posude, dok su gline sa sitnim ili grubim peskom često korišćene za teže uslužne proizvode.
Najverovatnije je u ovom periodu izmišljen grnčarski točak, koji je omogućio brže i preciznije pravljenje grnčarije. Zahvaljujući točku, grnčari su uspevali da prave posude jako tankih zidova, svude iste debljine. 

### Žad
Veština obrađivanja žada i mnogi tradicionalni oblici žada javili su se u neolitskoj sredini.
Teškoće u obrađivanju žada predstavlja njegova krajnja tvrdoća. Pretpostavlja se da je neolitski čovek kao alat koristio testere raznih oblika, kao i neke vrste svrdla. Za testere je mogla da posluži bilo kakva vrsta kamenog sečiva, najverovatnije tip kamenog noža koji se s vremena na vreme nađe u neolitskim nalazištima unutar i izvan Kineskog zida. Takav nož često ima dva ili više ureza na poleđini sečiva, i naučnici veruju da se pomoću njih nož ,,oblačio’’ kožom da bi se zgodnije držao. 
Pomenuti zarezi često se javljaju na ranom kineskom žadu. U prečniku imaju od nekoliko milimetara do nekoliko centimetara. Načinjeni su svrdlom. Na mnogima se vide znaci kružne obrade, kao i znaci svrdlanja s obe strane; bušotine nisu uvek u istoj ravni, a rupe su često u preseku kupaste zbog postepenog trošenja meke glave svrdla; tamo gde se bušilo samo s jedne strane, rupa je obično kupasta.
Rani žad se može podeliti u dve glavne grupe, od kojih se prva sastoji od malih ukrasnih amajlija u obliku peril, dugmadi, visuljaka i ukrasnih pločica koje se nose na odeći ili prišivaju za nju; u drugu grupu spadaju predmeti čija je upotreba, po opštem verovanju, vezana za obredne I ceremonijalne trenutke. U ovoj grupi su najčešće tablice koje tradicija naziva kuej. Raznih su oblika i tradicija im pripisuje raznovrsne uloge; ali ih je, opšte uzvev, smatrala obeležjem suverene moći I feudalnog ranga. 
Tradicionalna uloga ranog kineskog žada je obredna i ceremonijalna upotreba među živima. 
Od alata, neizbrazdana uglačana sekira od žada predstavlja neolitsku kulturu; nekoliko desetina fino uglačanih primeraka nađeno je u nalazištima poznog neolita u severnoj Kini, kao i u nekim udaljenim mestima kao što su Sečuan i Tajvan. Ova alatka je u stvari rasprostranjena po čitavom kulturnom kompleksu neolitske istočne Azije, uključujući tu i Gobi, Sinkjang i Madžuriju. Te sekire se mogu klasifikovati prema oblicima, ali imaju jednu zajedničku odliku. Posmatrane s profila, one su potpuno simetrične prema uzdužnoj osi. 
Ljudi Davenkou kulture su verovali da žad štiti duh i telo od zlih demona i čuva od raspadanja, zbog toga on postaje amajlija, talisman.

## Spoljašnje veze
- http://factsanddetails.com/